# Milot
Milot je obec v severní Albánii, administrativně součást kraje Lezhë. Nachází se v údolí řeky Mati, v místě, kde řeka opouští horskou krajinu a postupně proniká k úrodné nížině na břehu Jaderského moře. Od roku 2015 je město administrativně součástí obce Kurbin. V roce 2011 zde bylo napočítáno 8461 obyvatel. Pod město Milot spadá dalších 14 sídel, která se nacházejí v jeho blízkosti.
Město je známé díky nedalekému mostu z dob existence meziválečné Albánie. Byl vybudován v zahraniční spolupráci a pojmenován po králi Zogu I. Význam města vzrostl po roce 2009, kdy byla v jeho blízkosti otevřena dálnice A1 ve směru do Kosova. U města Milot se nachází jeden dálniční sjezd. Západně od města se také nachází nádraží na trati Skadar–Vorë; Milot je jedním z mála měst v Albánii, které je napojeno na místní železniční síť.
Město je také historicky připomínané díky jedné z bitev, kterou vedl v polovině 15. století albánský vojevůdce Skanderbeg během svého tažení Albánií. V ní porazil tureckou armádu u města Krujë. Díky práci tureckého cestopisce Evlije Čelebiho se dochovaly záznamy o celé události.